# Урбан, Ежи
Ежи Урбан (пол. Jerzy Urban; при рождении Урбах (пол. Urbach), также известен под псевдонимами Ежи Кибиц (пол. Jerzy Kibic), Ян Рем (пол. Jan Rem) и Клаксон (пол. Klakson); 3 августа 1933, Лодзь, Лодзинское воеводство — 3 октября 2022, Констанцин-Езёрна, Мазовецкое воеводство или Лодзь) — польский журналист, политический комментатор, писатель и пропагандист еврейского происхождения, пресс-секретарь правительства ПНР и министр без портфеля. После событий 1989 года был главным редактором еженедельника «Nie» и владелльцем компании Urma, которая его выпускает.

## Биография
Родился в еврейской семье в Лодзи. Его отец Ян Урбах (1895—1987) был журналистом, перед войной владел газетой. В 1939 году во время выдачи советских документов вместо «х» в его фамилии написали «н». Тем не менее его родители решили не менять документы, что, возможно, спасло им жизнь, когда гитлеровская Германия захватила Львов в 1941 году.
Ежи Урбан учился в общей сложности в 17 различных начальных и средних учебных заведениях. Сдал экзамены экстерном. Учился на двух факультетах Варшавского университета и был исключён из обоих. Начал свою журналистскую карьеру с работы в журнале «Nowa Wieś». В 1955—1957 годах работал в еженедельнике «Po prostu», с 1961 г. под псевдонимом вёл цикл фельетонов в журнале «Polityka», сотрудничал с рядом других изданий.
С 17 августа 1981 по 18 апреля 1989 — пресс-секретарь правительства ПНР. Ввёл практику еженедельных пресс-конференций с участием польских и иностранных журналистов, которые освещались на телевидении. Передачи считались оппозицией одним из основных инструментов пропаганды Войцеха Ярузельского.
Выступал с критикой как движения «Солидарность» в целом, так и против отдельных деятелей, в частности, священника Ежи Попелушко, похищенного и убитого офицерами госбезопасности в октябре 1984. В то же время Ежи Урбан вместе с секретарём ЦК Станиславом Чосеком и заместителем министра внутренних дел Владиславом Пожогой состоял в «команде трёх» — партийном «мозговом тресте» для подготовке программы реформ.
Через несколько месяцев после передачи власти «Солидарности» весной 1990 года основал частное издательство и в октябре 1990 года начал издание еженедельника «Nie» левой и антиклерикальной направленности.
Скончался 3 октября 2022 года.